# Oxon Hill (Maryland)
Oxon Hill es un lugar designado por el censo ubicado en el condado de Prince George en el estado estadounidense de Maryland. En el Censo de 2010 tenía una población de 17.722 habitantes y una densidad poblacional de 1.031,9 personas por km².

## Geografía
Oxon Hill se encuentra ubicado en las coordenadas 38°46′50″N 76°58′12″O / 38.78056, -76.97000. Según la Oficina del Censo de los Estados Unidos, Oxon Hill tiene una superficie total de 17.17 km², de la cual 17.14 km² corresponden a tierra firme y (0.2%) 0.03 km² es agua.

## Demografía
Según el censo de 2010, había 17.722 personas residiendo en Oxon Hill. La densidad de población era de 1.031,9 hab./km². De los 17.722 habitantes, Oxon Hill estaba compuesto por el 8.42% blancos, el 75.48% eran afroamericanos, el 0.42% eran amerindios, el 5.74% eran asiáticos, el 0.03% eran isleños del Pacífico, el 6.78% eran de otras razas y el 3.11% pertenecían a dos o más razas. Del total de la población el 10.87% eran hispanos o latinos de cualquier raza.